# R. S. Thomas
Ronald Stuart Thomas (* 29. März 1913 in Cardiff; † 25. September 2000 in Pentrefelin (Gwynedd)) war ein walisischer Lyriker und anglikanischer Geistlicher.

## Leben
Ronald Stuart Thomas wurde als einziges Kind des Seemanns Thomas Hubert Thomas und seiner Frau Margaret, geb. Davis, geboren. Er wuchs in Holyhead auf und studierte Klassische Altertumswissenschaft an der Bangor University und – auf Anraten seiner Mutter – Theologie am St. Michael’s College in Llandaff.
1936 wurde er zum Diakon der Church in Wales ordiniert, 1937 zum Priester. 42 Jahre lang, von 1936 bis zu seiner Pensionierung im Jahre 1978, wirkte er als Seelsorger in fünf ländlichen Gemeinden; er zog das stille Landleben den Städten vor. Er war Kurat bzw. Rektor bzw. Vikar in Chirk (Denbighshire) von 1936 bis 1940, in Tallarn Green (Flintshire) von 1940 bis 1942, in Manafon (Montgomeryshire) von 1942 bis 1954, in Eglwys-fach (Cardiganshire) von 1954 bis 1967 und in St Hywyn in Aberdaron (mit der Nebenstelle Y Rhiw) auf der Lleyn-Halbinsel von 1967 bis 1978. Nach seiner Pensionierung ließ er sich in einem kleinen Häuschen im Weiler Y Rhiw nieder, an der Südwestspitze der Lleyn-Halbinsel. Seine letzten Lebensjahre verbrachte er in Llanfairynghornwy auf Anglesey und im Weiler Pentrefelin bei Porthmadog.
51 Jahre lang, von 1940 bis zu ihrem Tod 1991, war Ronald Stuart Thomas mit der Malerin Mildred (Elsi) Eldridge verheiratet. Ihnen wurde ein Sohn geboren. Es war seine Frau, die ihn ermutigte, sich der Lyrik zu widmen. Zwischen 1946 und 1995 veröffentlichte er 26 Gedichtbände sowie mehrere Anthologien früher veröffentlichter Gedichte. Ronald Stuart Thomas gilt – neben Dylan Thomas – als der bedeutendste walisische Lyriker.
Themen seiner Gedichte sind die Natur und die Kultur des ländlichen, insbesondere des bäuerlichen Wales, walisische Mythen sowie die biblische und die christliche Tradition und die Suche nach dem „Deus absconditus“, dem verborgenen Gott, und dessen Theophanien.
Als Seelsorger in überwiegend walisischsprachigen Gemeinden erlernte Ronald Stuart Thomas mit 30 Jahren die walisische Sprache. Allerdings blieb er überzeugt, das Walisische nicht vollkommen genug zu beherrschen, um in dieser Sprache Gedichte zu schreiben. So benutzte er das Walisische vor allem in seiner Prosa. Thomas war ein glühender Fürsprecher der Bewahrung der walisischen Kultur.

## Ehrungen
- 1955: Heinemann Award der Royal Society of Literature
- 1963: Cheltenham Prize
- 1964: Queen’s Gold Medal for Poetry
- 1968: Prize of Honour des Cyngor Celfyddydau Cymru (Arts Council of Wales)
- 1978: Cholmondeley Award
- 1996: Lifetime Achievement Award for Poetry der Lannon Foundation
- 1996: Horst-Bienek-Preis für Lyrik der Bayerischen Akademie der Schönen Künste

1996 war R.S. Thomas für den Nobelpreis für Literatur nominiert.

## Werke

### Gedichtbände

#### Erstveröffentlichungen
- The Stones of the Field (1946)
- An Acre of Land (1952)
- The Minister (1953) (ursprünglich als „Hörspiel in Versen“ für BBC Wales)
- Song at the Year’s Turning (1955)
- Poetry for Supper (1958)
- Judgement Day (1960)
- Tares (1961)
- The Bread of Truth (1963)
- Pietà (1966)
- Not That He Brought Flowers (1968)
- H’m (1972)
- What is a Welshman? (1974)
- Laboratories of the Spirit (1975)
- The Way of It (1977)
- Frequencies (1978)
- Between Here and Now (1981)
- Poets’ Meeting (1983)
- Ingrowing Thoughts (1985)
- Destinations (1985)
- Experimenting with an Amen (1986)
- Welsh Airs (1987)
- The Echoes Return Slow (1988)
- Counterpoint (1990)
- Mass for Hard Times (1992)
- Frieze (1992)
- No Truce with the Furies (1995)
- Residues (2002, posthum)

Zahlreiche weitere Gedichte erschienen in Zeitschriften.

#### Anthologien früher veröffentlichter Gedichte
- Selected Poems, 1946–1968 (1973 und öfter)
- A Selection of Poetry (1983)
- Later Poems. A selection, 1972–1982 (1984)
- Poems of R. S. Thomas (1985)
- Collected Poems, 1945–1990 (1993)
- Collected Later Poems, 1988–2000 (2004)

#### Übersetzungen in deutscher Sprache
(alle erschienen im Babel Verlag, Schondorf am Ammersee bzw. Denklingen/Fuchstal, als zweisprachige Ausgaben)
- Das helle Feld (1995)
- Laubbaum Sprache (1998)
- Die Vogelscheuche Nächstenliebe (2003)
- Steinzwitschern (2008)
- Das Kreuz (2010)
- Mit Fängen aus Feuer (2010)
- In zierlichen Schlingen (2013)
- Das himmelreimende Kind (2013)

### Prosa

#### Zur Poetik und zur walisischen Kultur
- Words and the Poet (1964)
- The Mountains (1968)
- Cymru or Wales? (1992)

#### In walisischer Sprache
- Abercuawg (1976) (Vortrag beim Eisteddfod)
- Neb (1985) (Autobiographie) – Der Titel lässt sich sowohl mit „niemand“ wie mit „jemand“ übersetzen.[7]
- Blwyddyn yn Llŷn (1990) (Ein Jahr auf Lleyn)
- Pe Medrwn Yr Iaith ac Ysgrifau Eraill (1990, Essays, hg. von Tony Brown und Bedwyr Lewis Jones)